# Pteris limae
Pteris limae är en kantbräkenväxtart som beskrevs av Alexander Curt Brade. Pteris limae ingår i släktet Pteris och familjen Pteridaceae. Inga underarter finns listade.